# Będoszka Mała
Będoszka Mała (1037 m), Bendoszka Mała – szczyt w grupie Wielkiej Raczy w Beskidzie Żywiecko-Kisuckim. Nie znajduje się jednak w głównym grzbiecie Wielkiej Raczy, lecz w bocznym, który odgałęzia się od Przegibka i biegnie w północnym kierunku poprzez przełęcz Przegibek, Będoszkę Wielką, Praszywkę Małą i Praszywkę Dużą. Będoszka Mała znajduje się po zachodniej stronie przełęczy Przegibek. Jej porośnięta lasem. Jej południowe stoki opadają do potoku Śrubita, zachodnie do potoku Z Ciapkowa, na wschodnich, łączących ją z grzbietem powyżej przełęczy Przegibek znajdują się pola i domy osiedla Przegibek.
Będoszka Mała znajduje się w granicach miejscowości Rycerka Górna w województwie śląskim, w powiecie żywieckim, w gminie Rajcza. W regionalizacji fizycznogeograficznej Polski według Jerzego Kondrackiego Grupa Wielkiej Raczy zaliczana jest do Beskidu Żywieckiego, w nowszej polskiej regionalizacji z 2018 roku do Beskidu Żywiecko-Orawskiego.
W państwowym rejestrze nazw geograficznych i na mapach Geoportalu szczyt ma nazwę Będoszka Mała, jednak według Aleksego Siemionowa prawidłowa nazwa to Bendoszka Mała. Pochodzi ona od nazwiska Bendys. Na mapach PPWK przyjęto jednak pisownię Będoszka.